# J-Stock銘柄
J-Stock銘柄（ジェイストックめいがら）は、JASDAQ上場銘柄のうち時価総額及び利益額などについて一定の基準を満たした銘柄をいう。JASDAQは、同銘柄の構成を時価総額加重平均方式により算出した株価指数をJ-Stock Indexとして発表している。2022年4月4日に廃止。

## J-Stock銘柄の選定
J-Stock銘柄の選定対象銘柄は毎年9月最終営業日を基準日とし、基準日時点においてJASDAQ市場に上場している内国株券から選定される。J-Stock銘柄の選定は毎年11月最終営業日に行い、J−Stock Indexを構成する銘柄の入れ替えが実施される。また、J−Stock Indexを構成する銘柄数は100銘柄が上限である。
2021年11月30日の廃止前の最後の定期選定では76銘柄だった。

### 選定基準
基準日よりさかのぼって直近1年間の売買代金の合計額の順位がJ−Stock選定対象銘柄の中で上位200位以上、かつ、基準日時点における時価総額又は直近6か月における時価総額の平均額が100億円以上の銘柄の中から、時価総額の大きい順に上位100銘柄をJ−Stock Indexの構成銘柄とする。ただし、新規上場銘柄については基準日よりさかのぼって上場日までの売買代金の合計額とし、基準日時点における時価総額は200億円以上とする。なお、構成銘柄が100銘柄に満たない場合でも、銘柄の追加は行われない。

### 特別な事由による除外
J-Stock銘柄として選定された後、監理銘柄、整理銘柄、特設注意市場銘柄及び監視区分銘柄のいずれかに指定された場合には、J-Stock銘柄から除外される。

## 参照
1. ↑  株価指数の見直し | 日本取引所グループ
2. 1 2 3  東証指数算出要領（Ｊ－Ｓｔｏｃｋ Ｉｎｄｅｘ編）
3. ↑  「J-Stock Index」の定期選定（11月30日実施）結果及び構成銘柄一覧